# Johnny Crawford
Johnny Crawford geboren als John Ernest Crawford, (Los Angeles, 26 maart 1946 - 29 april 2021) was een Amerikaanse (kind)acteur en zanger, die op 12-jarige leeftijd bekend werd als de zoon van Chuck Connors in de westernserie The Rifleman, waarvoor hij op 13-jarige leeftijd werd genomineerd voor een Emmy Award voor beste mannelijke bijrol. Hij trad voor het eerst op voor een nationaal publiek als Mouseketeer.
Crawford had een korte carrière als artiest in de jaren 1950 en 1960. Hij bleef als volwassene acteren op televisie en in film. Vanaf 1992 leidde Crawford het in Californië gevestigde Johnny Crawford Orchestra, een vintage dansorkest dat optrad tijdens speciale evenementen. Terwijl hij twee jaar dienst nam in het Amerikaanse leger, werkte Crawford aan trainingsfilms als productiecoördinator, assistent-regisseur, scriptsupervisor en af en toe als acteur. Zijn rang was sergeant bij zijn eervol ontslag in december 1967.

## Jeugd
Crawford werd geboren als zoon van Betty Crawford-Megerlin en Robert Lawrence Crawford sr. Zijn grootouders van moederskant waren Belgisch, zijn grootvader van moederskant was de violist Alfred Eugene Megerlin. In 1959 werden Johnny, zijn oudere broer Robert L. Crawford jr., een mede-ster van de serie Laramie, en hun vader Robert sr. allemaal genomineerd voor Emmy Awards (de broers voor acteren en hun vader voor filmmontage). Hij was van Russisch-Joodse, Duitse en Engelse afkomst.

## Carrière
Crawford begon zijn carrière als kindacteur. Hij was een van de oorspronkelijke Mouseketeers van The Walt Disney Company in 1955, hij acteerde op het podium, in films en op televisie.
Disney begon met 24 oorspronkelijke Mouseketeers, maar aan het einde van het eerste seizoen bracht de studio het aantal terug tot 12 en werd Crawford geschrapt. Zijn eerste belangrijke doorbraak als acteur volgde met de titelrol in een Lux Video Theater-productie van Little Boy Lost, een live-uitzending op 15 maart 1956. Hij verscheen ook in de populaire westernserie The Lone Ranger in 1956 in een van de weinige kleurenafleveringen van die serie. Na die prestaties werkte de jonge acteur regelmatig met vele doorgewinterde acteurs en regisseurs. Gedurende twee en een half jaar als freelancer verzamelde hij bijna 60 televisievermeldingen, waaronder hoofdrollen in drie afleveringen van The Loretta Young Show van NBC en een optreden als Manuel in I Am an American, een aflevering van het misdaaddrama The Sheriff of Kokos. Hij speelde als Bobby Adams in het drama Courage of Black Beauty uit 1958. Hij verscheen als Tommy Peel in de aflevering The Dealer uit 1958 in Tales of Wells Fargo. In het voorjaar van 1958 had hij 14 veeleisende rollen gespeeld in live teleplays voor het NBC Matinee Theatre, verscheen bij de sitcom Mr. Adams and Eve van CBS, in de Wagon Train-aflevering The Sally Potter Story (waarin Martin Milner ook verscheen) en in de gesyndiceerde series Crossroads, The Sheriff of Cochise en Whirlybirds, en maakte drie pilots van televisieseries. De derde pilot, gemaakt als een aflevering van Dick Powell's Zane Grey Theatre, werd opgepikt door ABC en het eerste seizoen van The Rifleman begon met filmen in juli 1958.
Crawford werd in 1959 op 13-jarige leeftijd genomineerd voor een Emmy Award als «Best Supporting Actor». Hij ontving de nominatie voor zijn rol als Mark McCain (de zoon van Lucas McCain, gespeeld door Chuck Connors) in The Rifleman. Crawford speelde ook de jonge jongen Clay Holden, die bevriend raakt met Connors in een aflevering van Branded in 1965. Connors en Crawford waren goede vrienden toen Connors overleed op 10 november 1992 en Crawford hield een lofrede bij Connors' memorial.
Tijdens de late jaren 1950 en vroege jaren 1960 had Crawford een grote populariteit bij Amerikaanse tieners en een opnamecarrière bij Del-Fi Records, die vier Billboard Top 40 hits genereerde, waaronder de single Cindy's Birthday, die in 1962 piekte op nummer acht. Zijn andere hits waren onder meer Rumors (nummer 12, 1962), Your Nose Is Gonna Grow (nummer 14, 1962) en Proud (nummer 29, 1963).
- Eind 1961 verscheen Crawford als Victor in de aflevering A Very Bright Boy in The Donna Reed Show. Zijn broer Robert had een gastrol in The Donna Reed Show. In 1964 en in 1965 verscheen Crawford in het NBC-onderwijsdrama Mr. Novak als JoJo Rizzo.
- Crawford speelde Jeff, Wilburs buurman in Mister Ed, die meer geïnteresseerd was in popmuziek dan in zijn algebra.
- Onder zijn films speelde Crawford een Amerikaanse Indiaan in de unieke avonturenfilm Indian Paint (1965). Hij speelde een personage dat betrokken was bij een gestoord jong meisje, gespeeld door Kim Darby[3] in The Restless Ones (1965) en speelde een personage dat werd neergeschoten door het personage van John Wayne in El Dorado (1966). Hij speelde de jonge deputy Billy Norris in de aflevering The Other Face of Justice van The Big Valley in 1969.
- In 1968 speelde Crawford een soldaat die gezocht werd voor moord in de aflevering By the Numbers van de televisieserie Hawaii Five-O.
- The Resurrection of Broncho Billy was een studentenfilm waar Crawford mee instemde om zijn goede vriend, producent John Longenecker[4] een plezier te doen. Het won de Academy Award 1970 voor «Best Live Action Short Subject».
- The Naked Ape was een gedeeltelijk geanimeerde speelfilm uit 1973 met in de hoofdrollen Crawford en Victoria Principal, geproduceerd door Hugh Hefner.
- In 1976 speelde Crawford mee als Ben Shelby in de 10e aflevering The Hunters van seizoen drie van Little House on the Prairie.
- Crawford verscheen als hulpsheriff Noah Paisley in een aflevering van Murder, She Wrote uit 1985.
- Zijn laatste rol in een film was het spelen van William S. Hart in de western Bill Tilghman and the Outlaws uit 2019.
- Crawford speelde een sleutelrol in de vroege carrière van entertainer Victoria Jackson[5], bekend van Saturday Night Live. Nadat de twee samen waren verschenen in een zomerproductie van Meet Me in St. Louis, overhandigde hij haar een enkeltje naar Californië en moedigde hij haar aan om een carrière in Hollywood na te streven. Dit leidde Jackson tot vroege optredens in The Tonight Show with Johnny Carson in de hoofdrol, waarna ze werd gecast als een vaste klant bij SNL.

Vanaf 1992 leidde Crawford een vintage dansorkest uit Californië, dat optrad tijdens speciale evenementen. De formele naam van de band was JCO (Johnny Crawford Orchestra). Het JCO-logo verscheen op de drums van Crawford toen de band in Las Vegas speelde en shows in The Beverly Hilton in Beverly Hills. Een geremasterde versie van het zeer gewaardeerde eerste album Sweepin' the Clouds Away van het orkest, werd op 21 augustus 2012 uitgebracht bij het label CD Baby.

## Privéleven en overlijden
Crawford kwam in 1990 weer in contact met Charlotte Samco, zijn middelbare schoolliefde, en ze trouwden in 1995.
In 2019 meldde MeTV dat bij Crawford de ziekte van Alzheimer was vastgesteld. Zijn oude vriend en acteur Paul Petersen startte een GoFundMe-inzamelingsactie om de medische kosten van Crawford te dekken. Crawford overleed op 29 april 2021 op 75-jarige leeftijd in een verzorgingshuis, nadat hij COVID-19 had opgelopen en een longontsteking had opgelopen voordat hij later bezweek aan de ziekte van Alzheimer. Voor zijn dood was Crawford het laatst overgebleven hoofdcastlid van The Rifleman.

## Filmografie (selectie)

### Film
- 1956: The Man in the Gray Flanel Suit
- 1958: The Space Children
- 1965: Indian Paint
- 1965: Village of the Giants
- 1966: El Dorado (1966)
- 1970: The Resurrection of Broncho Billy
- 1989: Bloodhounds of Broadway
- 1999: The Thirteenth Floor

### Televisie
- 1956: The Lone Ranger
- 1957: The Frank Sinatra Show
- 1957: Have Gun – Will Travel
- 1958–1963: The Rifleman
- 1965: Mister Ed
- 1965: Rawhide
- 1968: Hawaii Five-O
- 1969: The Big Valley
- 1976: Little House on the Prairie
- 1985: Murder, She Wrote